# 塩尻市文化会館
塩尻市文化会館（しおじりしぶんかかいかん）は、長野県塩尻市にある多目的ホール。愛称はレザンホール（Raisin Hall）。1996年開業。

## 概要
塩尻市が設置し、管理運営は一般財団法人塩尻市文化振興事業団が行う（指定管理者制度）。ホールはコンサートや演劇などの文化芸術振興事業の場として幅広く利用されている。構造は地上3階、地下1階。

## 施設・客席数
- 大ホール：1,206席
- 中ホール：409席
- ギャラリー
- リハーサル室

## 利用情報
- 利用時間は午前9時から午後10時00分まで
- 休館日は毎週月曜日、休日の翌日、年末・年始(12月29日～1月3日)

## 交通アクセス
- 塩尻駅から徒歩約7分。
- 長野自動車道塩尻ICより車で約5分。
- 塩尻市地域振興バス「市役所」停留所から徒歩1分。

## 周辺の施設
- 塩尻市役所
- 塩尻駅
- 塩尻インキュベーションプラザ（エプソンアヴァシス、信州大学、塩尻市による産学官連携施設）
- 塩尻市立図書館（塩尻市民交流センター えんぱーく）
- ウィングロード
- 長野県塩尻志学館高等学校
- 東京都市大学塩尻高等学校